# Moritz von Lavergne-Peguilhen
Pour les articles homonymes, voir Lavergne.
Moritz von Lavergne-Peguilhen, né le 6 octobre 1801 à Białystok et mort le 12 septembre 1870 à Berlin, est un essayiste, administrateur et homme politique prussien.

## Biographie
Junker descendant d'une famille de huguenots français, Moritz von Lavergne-Peguilhen est un théoricien conservateur appartenant à l'école historique allemande. Historien, économiste et sociologue nourri par la nostalgie féodale du Romantisme allemand, il fait involontairement partie, au tournant des années 1830-1840, du petit noyau des précurseurs du matérialisme historique. Analysant les caractéristiques du système économique moderne, il exprime ainsi l'intuition de l'influence déterminante des conditions économiques sur les mécanismes politiques et sociaux d'une époque. Sa critique réactionnaire du libéralisme, coupable à ses yeux d'oppresser les travailleurs plus lourdement que la féodalité médiévale et de créer une menace constante pour l'ordre social, le conduit à préconiser un retour à la société d'ordres constitutive de l'Ancien Régime, seule à même de rétablir une solidarité entre les individus et de préserver la stabilité de l'État. 
Sa contribution intellectuelle, pourtant ignorée de Friedrich Engels qui doutait également que Karl Marx en ait eu connaissance, éveilla rétrospectivement l'intérêt des penseurs socialistes Lujo Brentano et Franz Mehring.
Son point de vue conservateur-paternaliste sur la souffrance et la misère paysannes contribua par ailleurs à la réflexion qui aboutit à l'élaboration de l'État-providence bismarckien.
Engagé dans la vie publique dans la mouvance du Parti conservateur prussien, Moritz von Lavergne-Peguilhen fit carrière en parallèle en qualité d'administrateur local et de député au sein des institutions de la province de Prusse. Administrateur de l'arrondissement de Rößel (de) de 1844 à 1849 puis de l'arrondissement de Wirsitz de 1849 à 1861, il est aussi député au Parlement provincial de Prusse de 1843 à 1845, avant de siéger de 1849 à 1858 au Parlement prussien dont il est membre de la commission des finances.
Il était le frère de l'homme politique prussien Alexander von Lavergne-Peguilhen.

## Publications
- (de) Die Bewegungs und Productionsgesetze : ein staatswirthschaftlicher Versuch, Königsberg, J.H. Bon, 1838.
- (de) Grundzüge der Gesellschaftswissenschaft, 2 volumes, Königsberg, J.H. Bon, 1838-41.
- (de) Die Landgemeinde in Preussen, Bornträger, Königsberg, 1841.
- (de) Der Liberalismus und die Freiheit, Königsberg, 1847.
- (de) Sozialpolitische Studien, Berlin, Schneider, 1863.
- (de) Die conservative Sociallehre : Mittelst Erörterung von Tagesfragen erläutert, 2 volumes, Berlin, 1868-1870.